# Pistolet Grand Power K100
Pistolet Grand Power K100 – pistolet samopowtarzalny konstrukcji słowackiej.

## Historia
Twórcą pistoletu jest Jaroslav Kuracina z Bańskiej Bystrzycy. Broń powstała w 1994 roku – jej ówczesna nazwa to K1 – w 1996 uzyskano patenty na najważniejsze rozwiązania konstrukcyjne. Prototypy wykonano w 1998 roku w firmie Kinex w Bytčy, a dwa lata później w roku 2000 zaprezentowano je na targach IWA w Norymberdze. Prezentacja ta doprowadziła do podjęcia decyzji o masowej produkcji, która rozpoczęła się ostatecznie w roku 2002 w specjalnie w tym celu utworzonej firmie Grand Power SRO. Wówczas również przyjęto ostateczną nazwę pistoletu K100.

## Konstrukcja
Pistolet działa na zasadzie krótkiego odrzutu lufy, ryglowanej przez jej obrót. Mechanizm uderzeniowy kurkowy z kurkiem zewnętrznym typu SA/DA. Bezpiecznik skrzydełkowy, umieszczony jest po obu stronach w tylnej części szkieletu. Pistolet dodatkowo ma samoczynną blokadę iglicy oraz urządzenie uniemożliwiające przedwczesny strzał. Dźwignie zwalniania magazynka oraz zamka również umieszczone są po obu stronach pistoletu, co umożliwia korzystanie z niego strzelcom leworęcznym. Szkielet pistoletu wykonany jest z polimerów (kompozytowego poliamidu GF-30 z zawartością 30% włókien szklanych) ze stalową wstawką. Elementy stalowe czernione są w technologii Tenifer QPQ co znacznie poprawia ich właściwości antykorozyjne. Pistolet ma także szynę taktyczną typu Picatinny.

## Modyfikacje pistoletu K100
- K100 Patrol – Model podstawowy z plastikową dźwignią bezpiecznika i stalowymi przyrządami celowniczymi.
- K100 Tactical – Model ze stalową dźwignią bezpiecznika.
- K100 Silver – Modyfikacja z matowo-niklowym wykończeniem zamka.
- K100 DAO – Modyfikacja opracowana specjalnie na rynek amerykański, wyposażona w mechanizm typu DAO i wewnętrzną blokadę iglicy. Pistolet pozbawiony jest bezpiecznika manualnego.
- K100 QA – Wersja DAO z częściowym samonapinaniem kurka i wewnętrzną blokadą iglicy.
- GPC9 – Ekonomiczna wersja modelu podstawowego z mechanizmem spustowym typu DAO – bez samoczynnej blokady iglicy.
- K100 Whisper – wersja z możliwością zamontowania tłumika dźwięku
- K102R – z mechanizmem spustowym umożliwiającym strzelenie dubletami (przełączanie ognia przy pomocy trzypozycyjnej dźwigni bezpiecznika).